# Pantheon Books
 (mai 2015).
Si vous disposez d'ouvrages ou d'articles de référence ou si vous connaissez des sites web de qualité traitant du thème abordé ici, merci de compléter l'article en donnant les références utiles à sa vérifiabilité et en les liant à la section « Notes et références ».
Pantheon Books est un éditeur américain qui fait partie du groupe Knopf Doubleday Publishing Group. Le chef éditeur actuel est Dan Frank.

## Histoire
Cette maison d'édition fut fondée en 1942 à New York par l'éditeur allemand Kurt Wolff et l'éditeur franco-russe Jacques Schiffrin soutenu par des intellectuels européens ayant fui la Seconde Guerre mondiale et l'Holocauste. Il a été racheté en 1961 par Random House. Sous la nouvelle direction (confiée à André Schiffrin, fils de Jacques), Pantheon Books continua d'éditer des auteurs européens dont Michel Foucault, Marguerite Duras ou encore Simone de Beauvoir. L'éditeur est reconnu pour publier des œuvres dont il juge avant tout la qualité intrinsèque comme important d'un point de vue intellectuel ou social avant de se soucier de logique commerciale et de profit.

## Bande dessinée
Cet éditeur est aujourd'hui orienté vers la publication de bande dessinées depuis le succès international de Maus d'Art Spiegelman. Plusieurs d'entre elles ont été primées et saluées par la critique. Parmi ses publications, on peut citer Ice Haven, La Perdida, Black Hole, À l'ombre des tours mortes ou encore Asterios Polyp. Il publie également sous forme d'intégrale des séries publiées à l'origine par Fantagraphics Books comme Jimmy Corrigan de Chris Ware.
Pantheon Books a publié des auteurs francophones dont en 2005 Le Chat du rabbin de Joann Sfar et Persepolis de Marjane Satrapi.